# M30 (Ungern)

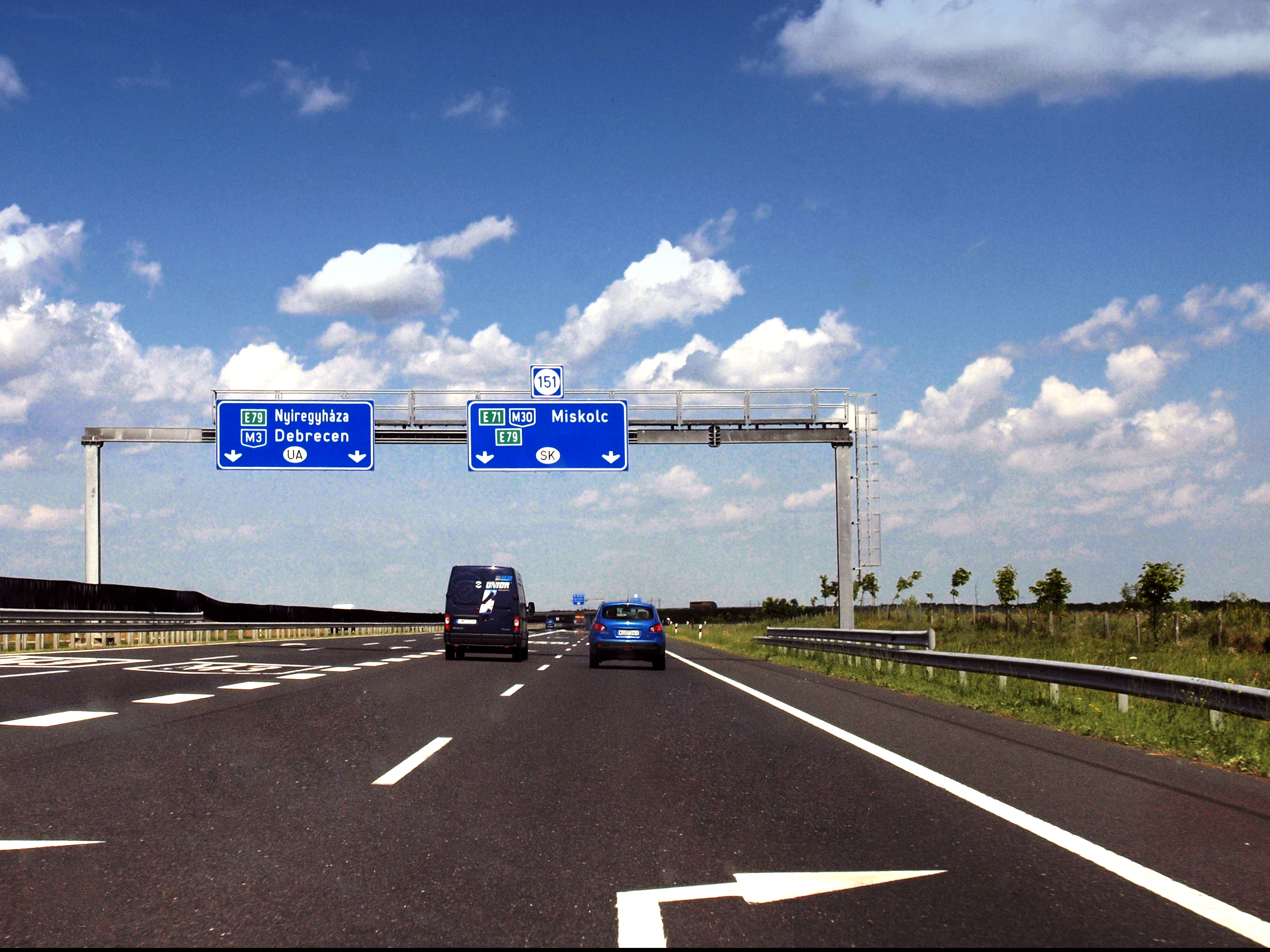
Separationsnoden.

M30 är en motorväg i Ungern som går mellan Igrici och Miskolc. Den ansluter med motorvägen M3. Motorvägen kommer att förlängas för att nå gränsen till Slovakien.

## Europavägsavsnitt
Motorvägen är europaväg längs hela sträckan, 
- E 71 Slovakien - Motorvägskorsning M3
- E 79 T-Korsning Miskolc kelet - Motorvägskorsning M3.

## Trafikplatser
|                                    | Km                                                                 | Skyltning                                    |
| ---------------------------------- | ------------------------------------------------------------------ | -------------------------------------------- |
| Trafikplats                        | 0                                                                  | Budapest / Nyíregyháza, Debrecen             |
| Trafikplats                        | 6                                                                  | Emőd                                         |
| Rastplats                          | 12                                                                 | Hejőkeresztúri pihenőhely                    |
| Trafikplats                        | 14                                                                 | Nyékládháza / Tiszaújváros                   |
| Trafikplats                        | 21                                                                 | Sajópetri / Kistokaj                         |
| Trafikplats                        | 24                                                                 | Miskolc-dél                                  |
| Bro                                | 26                                                                 | Sajó                                         |
| Trafikplats                        | 30                                                                 | Miskolc-kelet / Felsőzsolca, Sátoraljaújhely |
| Trafikplats                        | 32                                                                 | Miskolc-észak                                |
| Bro                                | 33                                                                 | Kis-Sajó                                     |
|                                    | 35                                                                 | Tengelysúlymérő állomás                      |
| Trafikplats                        | 39                                                                 | Szikszó                                      |
| Trafikplats                        | 50                                                                 | Kázsmárk / Halmaj                            |
| Rastplats                          | 56                                                                 | Csobádi pihenőhely                           |
| Trafikplats                        | 63                                                                 | Encs                                         |
| Rastplats                          | 69                                                                 | Orkhegyi pihenőhely                          |
| Trafikplats                        | 74                                                                 | Garadna                                      |
| Rastplats                          | 85                                                                 | Alsómezei pihenőhely                         |
| Trafikplats                        | 86                                                                 | Tornyosnémeti                                |
| Gränsövrergång, Schengensamarbetet | Gränsövrergång Tornyosnémeti (H) – Milhosť (SK) → Slovakien Košice |                                              |